# ودن

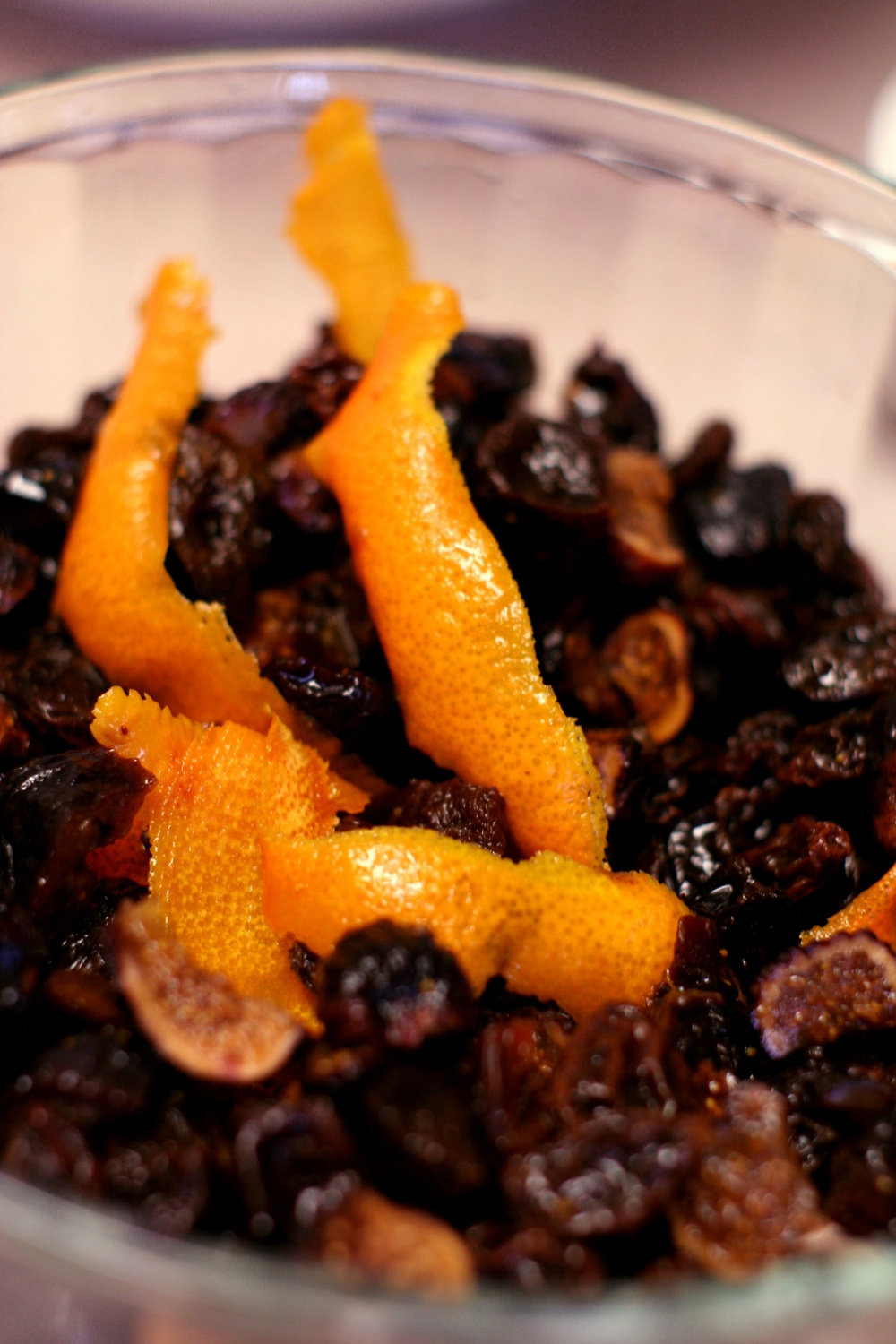
نقع الفاكهة المجففة في عصير التفاح والرَّم

الوَدْن أو النَّقْع أو الدَّوْف أو الإدافة أو الوخف أو التوخيف أو التعطين أو المَرْث أو المَرْس هو عملية تحضير الأطعمة من خلال التليين أو التفتت إلى قطع باستخدام سائل. تُنقع الفاكهة أو الخضار النيئة أو المجففة أو المحفوظة في سائل لتليينها أو لجعل الطعام يكسب مذاق وطعم السائل.
يغلب أن تُرَشّ الفاكهة الطازجة وخاصة الفاكهة مثل الفراولة والتوت بالسكر، وتارة بكم صغير من الملح وتترك لتنقع وتحرر العصائر الخاصة بها. هذه العملية تجعل الطعام أكثر لذة وأسهل في المضغ والهضم. يحدثُ خلطٌُ بين التمليح والودن، وهي عملية نقع الأطعمة في سائل متبل ويغلبٌ أن يكون حمضيًا قبل الطهي. الودن هو الوسيلة الرئيسة لإنتاج المشروبات الكحولية ذات الطعم مثل الليكور.